# International Institute for Applied Systems Analysis
International Institute for Applied Systems Analysis (IIASA) är en internationell forskningsorganisation beläget i Laxenburg, nära Wien, i Österrike. IIASA bedriver tvärvetenskapliga studier om miljömässiga, ekonomiska, tekniska och sociala frågor rörande mänskliga perspektiv på globala förändringar. IIASA:s uppdrag är "att ge kunskap och vägledning till beslutsfattare över hela världen genom att hitta lösningar på globala och universella problem genom tillämpad systemanalys i syfte att förbättra mänskligt och socialt välbefinnande och för att skydda miljön."

## Organisation
IIASA är en icke-statlig institution som finansieras av vetenskapliga organisationer i sina länder, som för närvarande är: Australien, Österrike, Brasilien, Kina, Egypten, Finland, Tyskland, Indien, Indonesien, Japan, Malaysia, Nederländerna, Norge, Pakistan, Sydkorea, Ryssland, Sydafrika, Sverige, Ukraina och USA. Finansiering för Institutet kommer också från avtal, bidrag och donationer från regeringar, internationella organisationer, akademi, företag och individer.